# Port lotniczy Zuwara
Port lotniczy Zuwara (IATA: WAX, ICAO HLZW) – regionalny port lotniczy położony w mieście Zuwara, w Libii.